# Sciogriphoneura nigriventris
Sciogriphoneura nigriventris is een vliegensoort uit de familie van de Helosciomyzidae. De wetenschappelijke naam van de soort is voor het eerst geldig gepubliceerd in 1933 door John Russell Malloch.

## Voorkomen
De soort is komt voor in Chili en Argentinië.